# مسجد السلط الصغير
مسجد السلط الصغير هو أحد أقدم مساجد محافظة البلقاء وسط الأردن. يقع في شارع الحمّام ضمن المركز القديم لمدينة السلط، والذي أُدرِج على قائمة التراث العالمي التابعة لليونسكو في عام 2021. بُنِي في نهاية العهد العثماني، وتحديدًا عام 1906، وجُدِّد عدّة مرّات لاحقًا. لعب المسجد دورًا بارزًا في تعليم القرآن الكريم والحديث والفقه، مما جعله معلمًا دينيًا بارزًا ومكانة مرموقة لدى أهل السلط، إذ يعد شاهدًا على تميز المدينة ومساهمتها في بناء حضارة الأردن.

## التصميم الحالي
يتكون المسجد من طابقين: الأول بارتفاع منسوب الشارع، وهو المستخدم للصلاة، والثاني طابق تسوية للخدمات، ويتميز بتصميمه البسيط حيث يمكن الوصول إليه من خلال مدخل بسيط عبر بوابة خشبية قديمة. كما تحيط بالمسجد عدة محلات تجارية صغيرة.
استخدمت في بناء المسجد الحجارة الصفراء المحكمة، والجبص، والكلس، والأخشاب. ويتألف المسجد من مصلى وساحة خارجية مكشوفة مرصوفة بالبلاط الحجري، بالإضافة إلى عدد من الدكاكين الصغيرة. يتميز سقف المسجد بالعقود المتقاطعة، بسمك جدران يتراوح بين 60 و120 سم، وسقف مرتفع مغطى بالقرميد الأحمر. تتم إنارة المسجد عبر فتحات تعلوها شبابيك دائرية مغطاة بالزجاج، ويحمل السقف عمودان دائريان من الحجر، إلى جانب أعمدة فولاذية تدعم السدة الخشبية التي يُصعد إليها بواسطة درج خشبي. أما المئذنة، فبنيت من الحجر الجيري الأصفر وهي منفصلة عن المسجد.

## مسار الوئام
اعتمدت وزارة السياحة والآثار المسجد ضمن مسار الحياة اليومية ومسار الوئام، نظرًا لأهميته التاريخية كونه أحد أقدم المساجد في مدينة السلط.

## صور

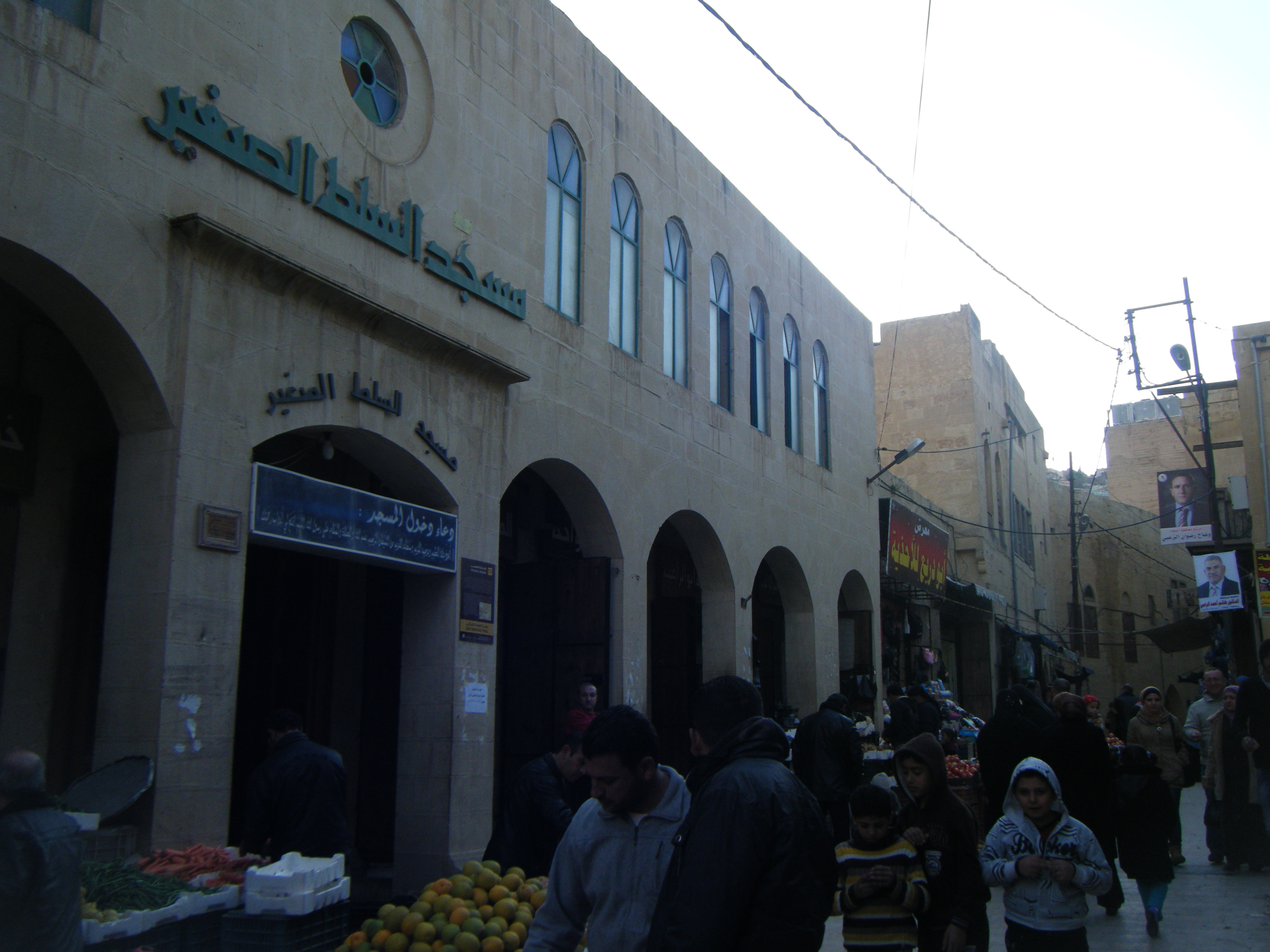
واجهة المسجد الشماليّة.
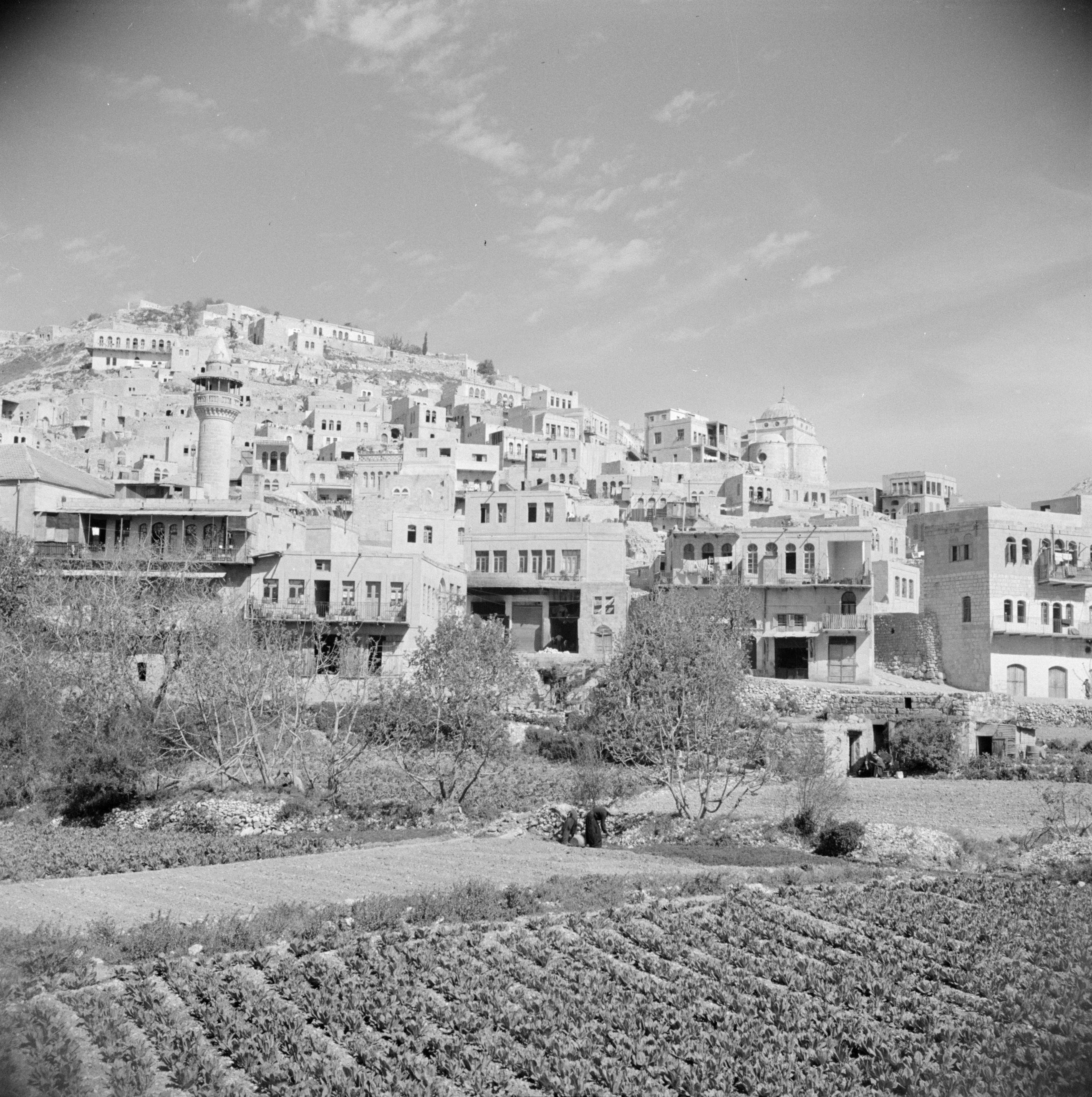
المسجد عام 1953.
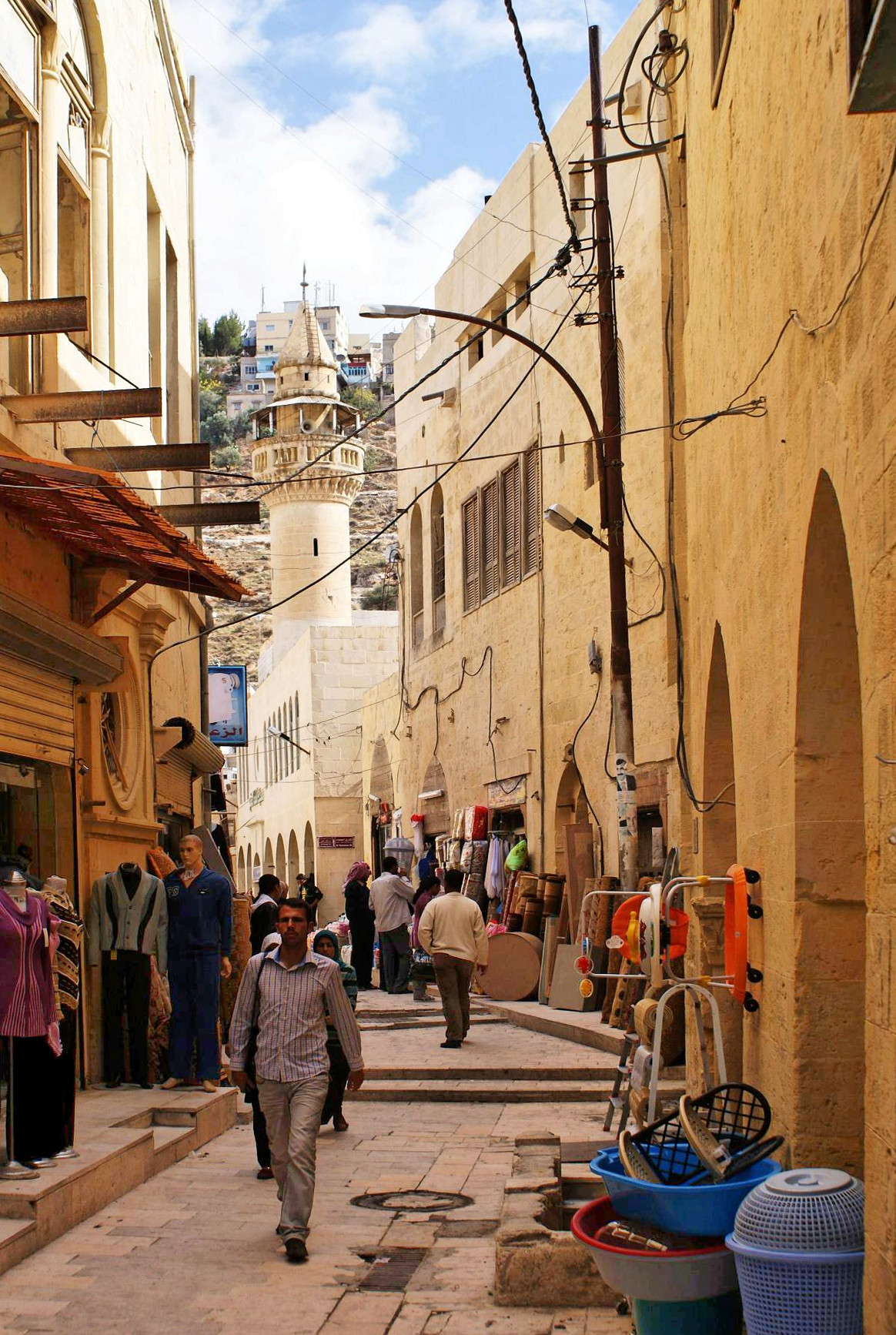
من شارع الحمّام.
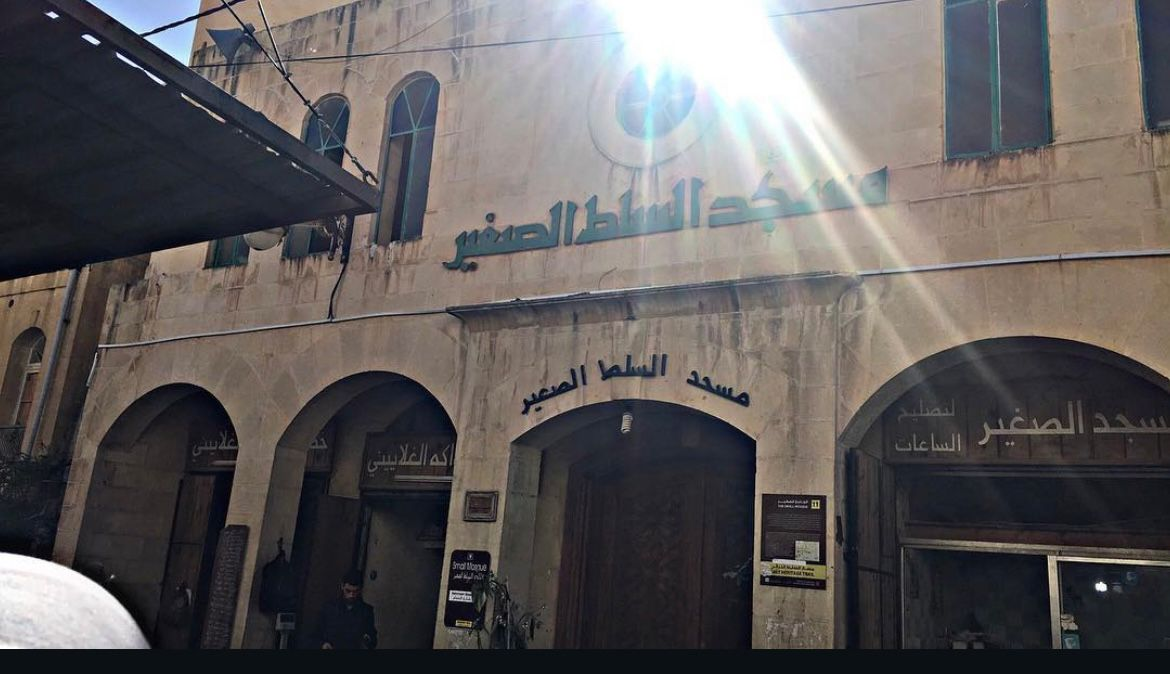

## وصلات خارجية
- صورة جوية للمسجد، ويكيمابيا